# Anders Jonas Ångström

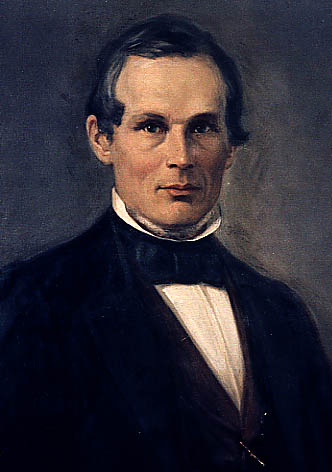
Anders Ångström (1814–1874)

Anders Jonas Ångström (Aussprache [ˌanːdəʂ ˈɔŋːstɾœm]; * 13. August 1814 in Lögdö bruk, Gemeinde Timrå; † 21. Juni 1874 in Uppsala) war ein schwedischer Astronom und Physiker sowie Mitbegründer der Astrospektroskopie. Nach ihm ist die ein zehnmillionstel Millimeter betragende Maßeinheit Ångström (z. B. für die Angabe von Wellenlängen elektromagnetischer Strahlung) benannt.

## Leben und Wirken
Sein Vater hieß Johan Ångström (* 1782; † 1857) und seine Mutter Anna Catharina Thunberg. Anders Jonas Ångström studierte an der Universität Uppsala Mathematik und Physik. 1839 wurde er promoviert und unterrichtete dort Physik, ab 1858 bis zu seinem Tod als Professor.
Am 29. April 1845 heiratete er Augusta Carolina Bedoire (* 1820; † 1905) aus Österfernebo. Drei Söhne dieser Ehe, Johan (* 1846; † 1847), Jonas (* 1850; † 1859) und Carl (* 1852; † 1852), starben bereits im Kindesalter. Am 12. Juli 1847 wurde als einzige Tochter Anna Augusta geboren, die ein Alter von 91 Jahren erreichte. Der jüngste Sohn der Ehe, der spätere Physiker Knut Johan Ångström (* 1857; † 1910) und Vater des Physikers und Meteorologen Anders Knutsson Ångström (* 1888; † 1981), wurde im Todesjahr seines Großvaters Johan geboren.
Von 1870 bis 1871 wirkte er als Rektor der Universität. Ab 1867 war Ångström zudem Sekretär der Königlichen Gesellschaft der Wissenschaften in Uppsala, der er seit 1851 angehörte. Er war auch Mitglied der Königlich Schwedischen Akademie der Wissenschaften (seit 1850), der Königlichen Physiographischen Gesellschaft in Lund (seit 1866), der Preußischen Akademie der Wissenschaften (seit 1867), der Royal Society (seit 1870), der Königlich Dänischen Akademie der Wissenschaften (seit 1873) und der Académie des Sciences (ebenfalls seit 1873).
Bei seinen Forschungen stand die Erforschung des Sonnenspektrums im Vordergrund. 1862 erbrachte er in diesem Rahmen den Nachweis von Wasserstoff-Spektrallinien. Er stellte auch das Vorhandensein anderer chemischer Elemente im Sonnenspektrum fest und veröffentlichte 1868 einen Atlas mit Spektrallinien der Sonne (Recherche sur le spectre solaire, Uppsala). Anhand seiner präzisen Messungen der Wellenlängen der Spektrallinien von Wasserstoff von 1866 konnte Johann Jakob Balmer 1885 die ersten fünf Spektrallinien der Balmer-Serie identifizieren.
Nach Ångström wurde die Längeneinheit Ångström benannt. Sie wird heute vor allem in der Festkörper-, Halbleiter- und Atomphysik sowie in der Kristallographie und allgemein in der Chemie verwendet, weil die dort auftretenden Längen häufig wenige Ångström betragen.
Heute trägt ein Gebäude der Uppsala-Universität seinen Namen (Ångströmlaboratoriet). Außerdem wurde der Mondkrater Angström sowie der Asteroid (42487) Ångström nach Ångström benannt.

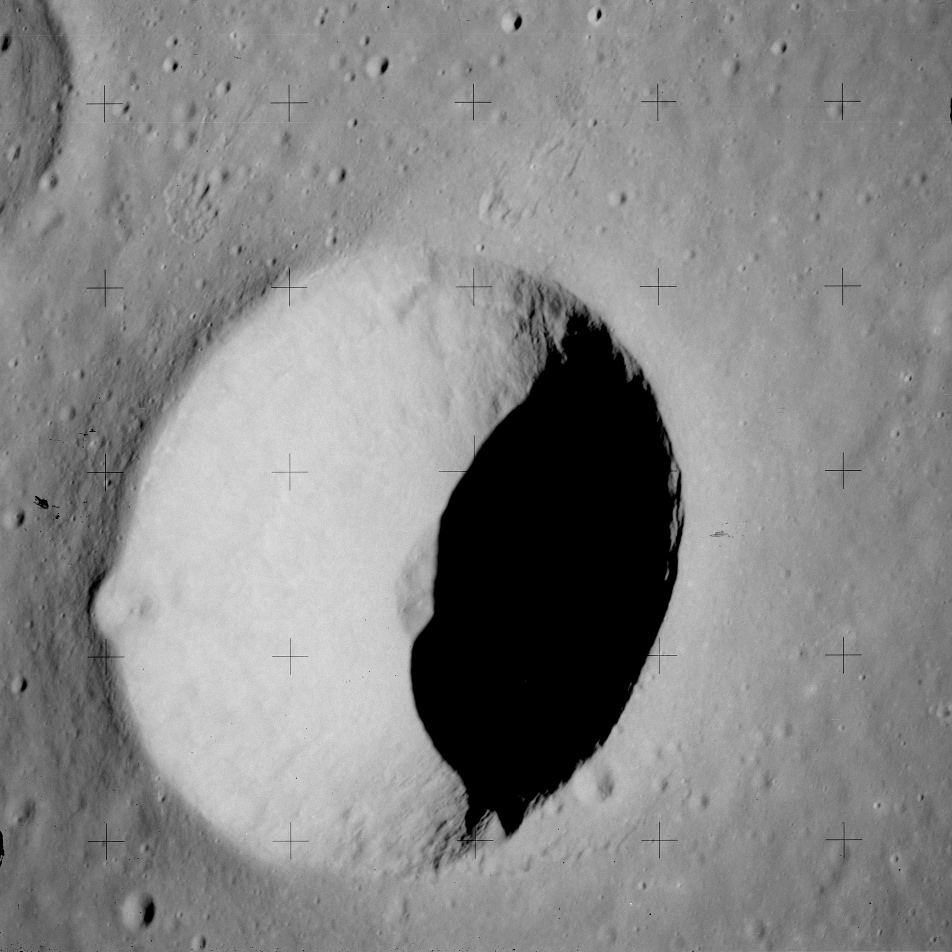
Der Mondkrater Angström